# 三重県道40号熊野矢ノ川線
三重県道40号熊野矢ノ川線（みえけんどう40ごう くまのやのかわせん）は三重県熊野市内を通る主要地方道（三重県道）である。

## 概要
沿線に観光地を擁するが、狭隘道路の区間が多く残されている。

### 路線データ
- 起点：三重県熊野市神川町花知字蜂の巣418番地先[3]
- 終点：三重県熊野市紀和町矢ノ川字風伝841番地先[3]
- 実延長：19.160 km

## 歴史
- 1977年（昭和52年）3月18日に、「三重県道小森神川線」の一部、「三重県道大沼御浜線」（現在の三重県道52号御浜北山線）の一部、「三重県道762号育生矢ノ川線」の全線を統合して路線認定を受ける[1]。
- 1993年（平成5年）5月11日 - 建設省から、県道熊野矢ノ川線が熊野矢ノ川線として主要地方道に指定される[4]。

## 路線状況

### 重複区間
- 三重県道52号御浜北山線：熊野市育生町長井 - 熊野市育生町大井

### 交通規制
- 熊野市紀和町赤木 - 同市紀和町矢の川の約4.6 kmの区間は、時間雨量40mm/h、連続雨量200mmで通行規制となる[5]。

### 利用状況
交通量
| 平日12時間        | 平日24時間        |
| 2005年度⇒2010年度 | 2005年度⇒2010年度 |
| 584台⇒576台       | 765台⇒755台       |

## 地理

### 通過する自治体
- 熊野市

### 交差する道路
- 三重県道34号七色峡線（起点）

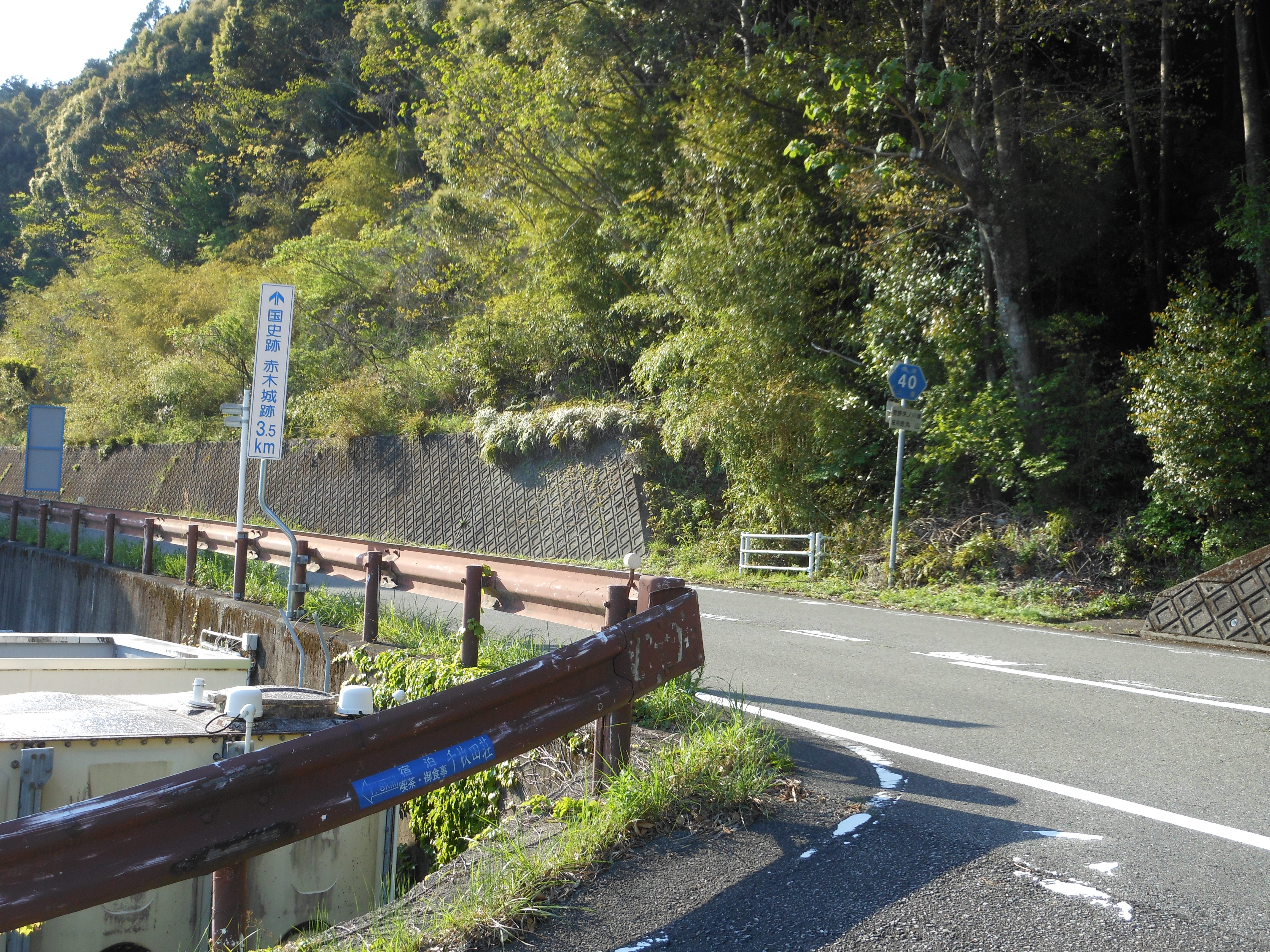
沿線風景（熊野市紀和町丸山）

- 三重県道52号御浜北山線（熊野市育生町長井）
- 三重県道52号御浜北山線（熊野市育生町大井）
- 三重県道765号長尾板屋線（熊野市紀和町赤木）
- 国道311号（終点）

### 沿線にある施設など
- 七色峡
- 熊野市役所西山出張所
- 西山郵便局
- 赤木城跡
- 丸山千枚田：日本の棚田百選選定
- 風伝峠

## 参考資料
- 『県別マップル24 三重県道路地図』（昭文社、2009年3版1刷発行、ISBN 978-4-398-62474-1 、76,78ページ）